# Revillagigedoöarna
Revillagigedoöarna (spanska Islas Revilla Gigedo) är en ögrupp i östra Stilla havet som tillhör Mexiko. 

## Geografi
Revillagigedoöarna ligger cirka 1 350 kilometer nordväst om Acapulco. 
Ögruppen är av vulkaniskt ursprung och har en areal om ca 158 kvadratkilometer och består av fyra öar:
- Clarión, cirka 19,8 kvadratkilometer
- Roca Partida, cirka 0,003 kvadratkilometer
- San Benedicto, cirka 5,9 kvadratkilometer
- Socorroön, huvudön, cirka 132,1 kvadratkilometer

Den högsta punkten är Cerro Evermann som når cirka 1 130 meter över havet och finns på Socorroön.
Revillagigedoöarna är obebodda förutom militärpersonal med en förläggning på Socorroön och på Clarión. Öarna tillhör Manzanillos kommun i delstaten Colima men förvaltas direkt av staten.
Öarna är tillsammans med Guadalupeön och Rocas Alijosöarna de enda mexikanska områden som inte ligger på kontinentalsockeln.
Ögruppen är biosfärområdet Archipiélago de Revillagigedo sedan 1994.

## Historia
Socorroön upptäcktes den 21 december och San Benedicto den 25 december 1533 av spanske kaptenen Hernando de Grijalva på fartyget "San Loranzo" och namngavs först Isla Santo Tomás och Isla Inocentes.
1542 återupptäckte spaanjoren Ruy Lopez de Villalobos ön San Benedicto och döpte den till Anublada.
1779 upptäckte spanjoren José Camacho den lilla klippön Roca Partida och den västligaste Santa Rosa (Clarión).
Därefter besöktes öarna av en rad upptäcktsresande bland annat Alexander von Humboldt 1811 och den amerikanske ornitologen Andrew Jackson Grayson 1865.
Den 25 juli 1861 under president Benito Juárez införlivades ögruppen i delstaten Colima, och 1957 upprättade den mexikanska flottan en bas på Socorroön. Revillagigedoöarna är döpta efter Juan Vicente de Güemes Pacheco y Padilla, Conde de Revillagigedo II, en tidigare vicekung av Nya Spanien.